# کیرشبارکاو
کیرشبارکاو (به آلمانی: Kirchbarkau) یک شهر در آلمان است که در Plön (District) واقع شده‌است. کیرشبارکاو ۷۴۳ نفر جمعیت دارد.